# Journal d'un curé de campagne
Journal d'un curé de campagne est un roman de Georges Bernanos publié en 1936 chez Plon et ayant reçu la même année le grand prix du roman de l'Académie française. En 1950, ce roman est inclus dans la liste du grand prix des Meilleurs romans du demi-siècle.
Le livre est adapté au cinéma en 1951 par Robert Bresson pour le film du même titre, Journal d'un curé de campagne.

## Résumé
Le roman décrit l’existence discrète d’un jeune prêtre catholique, issu d'un milieu très pauvre, dans la petite paroisse artésienne d'Ambricourt dans le nord de la France. Il est marqué par ses douleurs à l’estomac et son désespoir devant le manque de foi dans la population du village. Il se sait faible, inférieur, et se pense parfois touché par la folie, mais croit vivement que la grâce de Dieu peut passer par son sacerdoce.
Le journal est divisé en trois parties :
- dans la première, le jeune prêtre décrit son arrivée dans sa paroisse du nord de la France et ses premières expériences avec la population pauvre ;
- dans la seconde, il s’agit de la vie quotidienne dans la paroisse. Le curé décrit ses rencontres avec différentes personnes et les résultats de son travail. Il a le sentiment de mal remplir son devoir. Il comprend toutefois qu'au château du comte, même si toute la famille, (à l'exception de Mlle Chantal, la fille) tient à garder une  apparence de respectabilité, le péché règne et le désespoir, la forme la plus dangereuse du péché, menace. Il réussit à convaincre la comtesse de se soumettre sans révolte à la volonté de Dieu. Cette conversation avec la comtesse est le point culminant du roman. La comtesse, souffrant d'une maladie cardiaque, meurt la nuit qui suit la conversation ;
- la dernière partie traite du séjour et de la mort du curé à Lille après un examen médical.

## Postérité
Ce roman, considéré comme l'œuvre la plus populaire et la plus émouvante de Bernanos, reçoit en 1936 le grand prix du roman de l'Académie française. Il est inclus en 1950 dans la liste des douze meilleurs romans de langue française lauréats du grand prix des Meilleurs romans du demi-siècle.

## Éditions
- Journal d'un curé de campagne, éditions Plon, 1936.

## Adaptation au cinéma
Le roman a été adapté au cinéma dans le film Journal d'un curé de campagne de Robert Bresson sorti en 1951.